# Bügelspiel

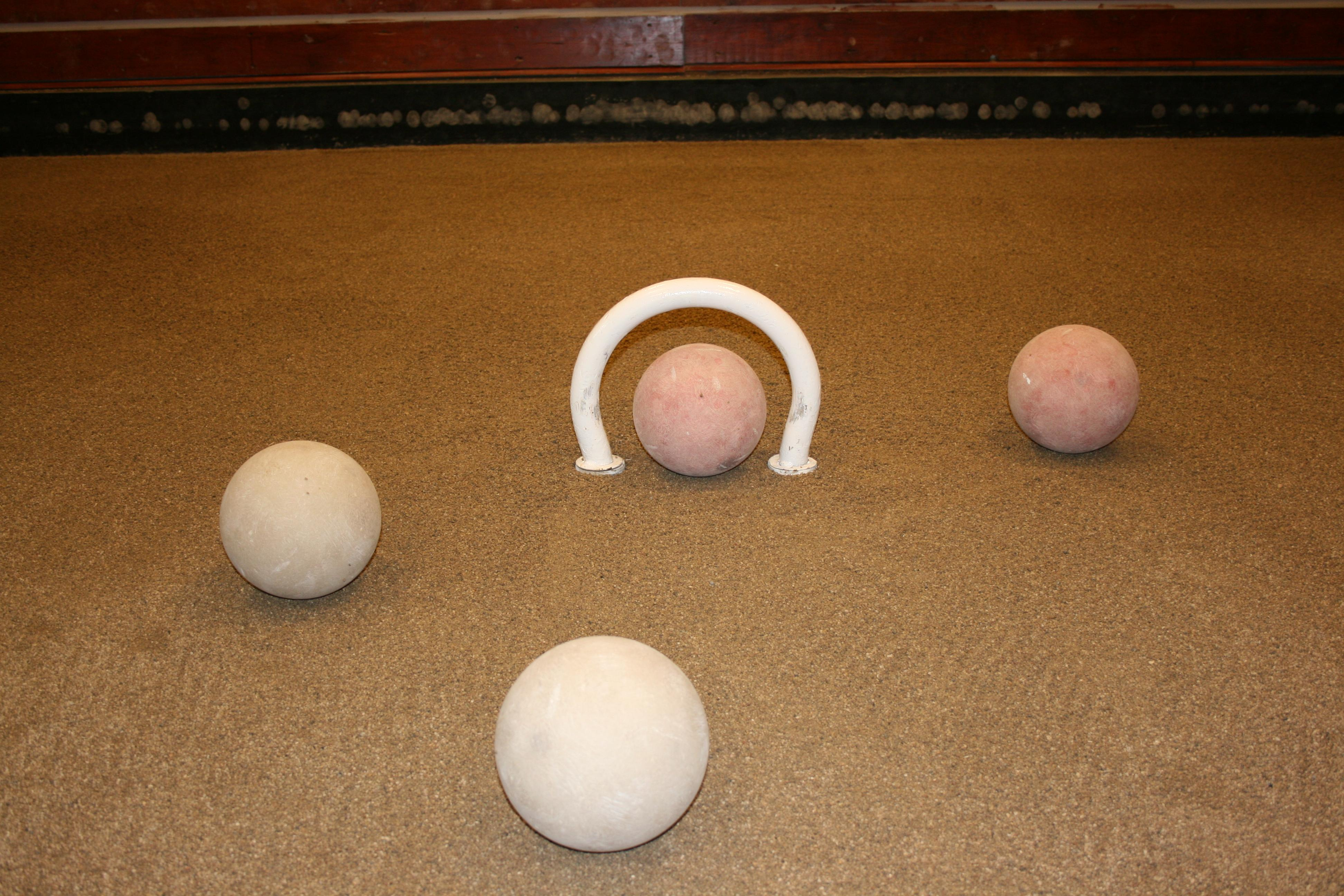
In den Niederlanden wird Bügeln überwiegend in der Halle gespielt. Hier der Bügel und die 4 Kugeln.

Das Bügelspiel ist ein mit dem Kegeln und dem Boule-Spiel verwandter Sport und Geschicklichkeitsspiel. Das im Jahre 1331 erstmals in Lüttich erwähnte Spiel wird heute noch in Deutschland am Niederrhein, in den Niederlanden und Belgien gespielt.

## Die Geschichte des Bügelspiels
Die Entwicklungsgeschichte begann vor mehr als 600 Jahren. Im Jahre 1331 wurde das Bügelspiel erstmals in Lüttich urkundlich erwähnt.
Herzog Albrecht der Niederlande, hat in Haarlem um 1390 ein geräumiges Feld als „Bügelbahn“ zur Verfügung gestellt. Das Bügelspiel wurde in dieser Zeit „Cloeten und Clossen“ genannt, was so viel heißt wie Ballen und Kugeln klotzen. Cloeten und Clossen genoss selbst bei Hofe ein hohes Ansehen. Es waren die hohen Stände, die sich im Mittelalter zur Unterhaltung und Entspannung mit diesem Spiel amüsierten.
Im Kohlgarten vom Hof in Den Haag war eine „Cloetbahn“ -Bügelbahn angelegt, auf der die Gemahlin von Herzog Albrecht mit ihren Hofdamen bis spät in die Nacht bügelte. Frauen wie Männer vergnügten sich mit diesem Spiel. Auch am Hofe von Karel van Gelder spielten die jungen Frauen das Spiel mit den Kugeln.
Seiner Zeit wurde ein Feld eingegrenzt, in welches zwei gebogene Hölzer gesteckt wurden, die ein Tor darstellten. Die teilnehmenden Spieler warfen mit einer Kugel, die durch das Tor rollen musste. Rollte die Kugel durch den aus Hölzern gesteckten Bügel, so bekam der Spieler zwei Punkte. Wer zuerst zwölf Punkte erzielte, hatte das Spiel gewonnen. Erst später wurde das hölzerne Tor durch einen eisernen Bügel ersetzt.
Eine Weiterentwicklung begann. Die Kugeln wurden nicht mehr mit der Hand gespielt, sondern mit einem kurzen Stück Holz, welches einem Handhebel glich. In den Anfängen des 17. Jahrhunderts waren die Bügelbahnen in vier Flächen aufgeteilt. In der Mitte der Bahn war ein eiserner Ring tief in den Boden eingelassen, den man nach allen Seiten drehen konnte. Ein solcher Ring ist auf einer Bügelbahn in Ell (Niederlande) heute noch vorhanden. In dieser Zeit wurde mit langen Stöcken, an deren unteren Ende kurze Schippen befestigt waren, oder mit kleinen Holzschlägern, den sogenannten Pallets, gespielt! Auf einem Kupferstich aus der Zeit zwischen 1564 und 1638, welcher die St. Joris Kirmes in Brüssel darstellt, ist dieses deutlich sichtbar. Eine weitere Darstellung des Bügelspiels findet man im Hochaltar aus dem Jahr 1513 der Propsteikirche Kempen am Niederrhein.
Im 17. Jahrhundert gab es in den Niederlanden, speziell im Limburger Raum, aber auch am Niederrhein viele Bügelbahnen. Oft hatte der Ring auf diesen Bahnen die Form einer Acht, wobei der obere Ring einen kleineren Durchmesser hatte als der untere. Schlug man die Kugel durch den unteren Ring bekam man zwei Punkte. Für einen gelungenen Schlag durch den oberen, kleineren Ring, bekam man vier Punkte angeschrieben. Auf einer nicht überdachten Bügelbahn in Mönchengladbach-Hardt, bei der Gaststätte Faahsen, kann man auf einen solchen Bügel spielen. Allerdings finden hier nur Bügelspiele statt wenn man sich mit ein paar Spieler organisiert und sich dort anmeldet.
Das Bügelspiel wurde schnell in ganz Europa populär. Im Jahre 1438 hatte Papst Pius der II. das Bügelspiel im Konzil zu Basel kommentierend erwähnt.
An der Residenz des Botschafters der Generalstaaten der Niederlande in Moskau vergnügte man sich ebenfalls mit diesem Sport. In den Zentren vieler Großstädte in Europa waren auf den Straßen Bügelbahnen eingerichtet. Alsbald wurde das Bügelspiel vom gemeinen Volk übernommen. Es hatte einen solchen Zuspruch, dass die Obrigkeit im Laufe der Zeit sogar Verbote erlassen musste. In den Dörfern und Städten wurden Schilder aufgestellt, auf denen man lesen konnte: „Das Bügeln auf den Wegen und Strassen ist verboten“. In den Geldernschen Landrechten zu Beginn des 17. Jahrhunderts findet man einen Artikel in dem geschrieben steht: „Das Würfeln, Klotzen und Bügeln auf der Strasse um Geld wird verboten. Es dürfen keine Gegenstände verpfändet oder Kautionen gestellt werden. Dieses gilt für Kinder und Erwachsene“. Auf den Hinterhöfen oder Scheunen wurde jedoch weiterhin eifrig um Geld gespielt. Das Geld kam in ein Töpfchen, und um diesen Einsatz wurde gebügelt. Aus dieser Zeit kommt der Ausdruck: „Erst Töpfchen ausspielen“.
Die Beliebtheit dieses Spiels brachte es mit sich, dass aus dem Bügelspiel Weiterentwicklungen resultierten. Man fing an, ähnliche Kugelspiele vom Bügelspiel abzuleiten. Im Laufe der Zeit verschwanden die Bügelbahnen und man widmete sich zunehmend dem Kegelspiel. Hier und da wurde noch auf wenigen Bahnen am Niederrhein bis ca. 1930 gebügelt, doch verschwanden die Bügelbahnen alsbald ganz.
In den Niederlanden, schwerpunktmäßig im Limburger Land, pflegt man diesen Teil des Kulturgutes weiter. Heute spielt man in den Niederlanden in organisierter Form (NBB: Niederländischer Bügelbund) auf ca. 80 Bahnen in verschiedenen Leistungsklassen. Derzeit gibt es drei Vereine in Deutschland, die sich dem Bügelspiel verschrieben haben. Das ist der BC Dorenburg aus Grefrath, Breitensportverein Apollo 11 aus Lüttelforst und der Bossel- und Bügelclub Willich 1979 e.V.
Die Bügelvereine aus Grefrath und Willich haben sich dem niederländischen Bügelbund angeschlossen.
Seit dem Sommer 2011 gibt es in Schwalmtal-Fischeln eine offene, nicht überdachte Bügelbahn, deren Bau aus einer Wette mit dem Nachbarort Leloh hervorging, die das Bügelspiel für sich auch wieder neu entdeckt haben. Seit 2014 gibt es beim Breitensportverein Apollo 11 in Schwalmtal-Lüttelforst eine offene Bügelbahn.
Seit Juli 2022 ist das Bügelspiel in den Niederlanden in die Liste des immateriellen Kulturerbes aufgenommen.

## Das Bügelspiel
Gespielt wird auf einer Bahn die 10 m lang und 5 m breit ist. Der Bahnbelag besteht überwiegend aus Lehm, hier und da aus Beton mit einer Kunststoff oder Asphaltbeschichtung. Jeder Bahnbelag wird mit einer sehr feinen Kieselkörnung (Korngröße 1,7–2,5 mm) bestreut.
Die Bügelbahn ist an drei Seiten mit einer ca. 70 cm hohen Holzwand als Bande umkleidet, um Verletzungen der Zuschauer zu vermeiden. Am Anfang der Bügelbahn begrenzt eine 25 cm breite und 5 – 10 cm tiefe Rinne das Feld deren Sinn und Zweck den Spielregeln entnommen werden kann.
Der eiserne Bügel hat einen Durchmesser von ca. 27 cm. Dieser Bügel ist mittels eines Holzklotzes im oberen Viertel der Bahn ca. 2,60 m von der Rückwand entfernt, in den Boden eingelassen. Dieser gibt dem Spiel seinen Namen.
Als Spielmaterial werden vier Kugeln aus dem Kunststoff Aramith (früher aus Holz) benutzt, jede ist etwa 4 kg schwer und hat einen Durchmesser von ca. 18 cm. Die Kugeln werden mit Hilfe eines Schlägers oder einer Schüppe bewegt.
Gespielt wird im Einzel oder im Doppel. Im Einzel spielt ein Spieler mit den weißen, der andere Spieler mit den roten Kugeln. Auch im Doppel spielt jede Mannschaft mit einer Farbe, wobei jeder Spieler seine eigene Spielkugel hat. Die Kugeln müssen nacheinander in abwechselnder farblichen Reihenfolge gespielt werden. Der Gastgegner darf die Farbe der Kugeln (rot oder weiß) für sich bestimmen und beginnt das Spiel.
Sinn des Spiels ist es, die Kugel nur von vorne (Rinnenseite) durch den Bügel zu spielen. Außerdem soll der Gegenspieler daran gehindert werden, seine eigene Kugel so in Position zu bringen, dass er sie von vorne durch den Bügel spielen kann. Spielt man eine Kugel von hinten in den Bügel oder von hinten durch den Bügel, gibt es zwei Punkte Abzug, egal ob es die eigene oder die des Gegenspielers ist. Sinn macht es nur die gegnerische Kugel von hinten durch den Bügel zu spielen.
Das Bügelspiel ist ein Strategiespiel, wobei nicht nur der nächste Spielzug, sondern auch die folgenden Spielzüge und Möglichkeiten berücksichtigt werden müssen. Es hat der Spieler oder die Mannschaft gewonnen, die zuerst eine zuvor ausgemachte Punktezahl erreicht hat, in der Regel sind dies 30 Punkte. Die zum Spiel zur Verfügung stehenden Möglichkeiten sowie die Zählweise der Punkte ergeben sich aus den Spielregeln.

## Die Regeln des Bügelspiels in vereinfachter Form
Ein Spieler erhält die roten Kugeln, der Gegenspieler die weißen Kugeln. Alternativ spielen manche Vereine statt mit rote Kugeln auch mit blauen oder grünen Kugeln. Gespielt wird mit der Schöpp oder dem Schläger, ein aus Holz gefertigtes Hilfsmittel um die Kugeln zu bewegen.
Das Spiel beginnt durch Anspiel von der Rinne aus, in dem die zu spielende Kugel auf die Bahn gelegt wird. Die zu spielende Kugel muss mit der Schöpp immer in gerader Linie gespielt werden. Die Schöpp darf nicht seitlich im Bogen geführt werden. Die Reihenfolge der zu spielenden Kugeln werden nach dem „Anbügeln“ beibehalten (Deutsche Regel). Die Kugel, die am nächsten am Bügel liegt, darf das Spiel wieder beginnen (Niederländische Regel). Seit 2019 wird bei allen NBB Wettbewerben nur noch nach der „Deutschen Regel“ gespielt.
Zwei Punkte bekommt der Spieler, der die Kugel, wie zuvor beschrieben von vorne durch den Bügel spielt. Wird eine Kugel von hinten durch den Bügel gespielt, werden dem Spieler zwei Punkte abgezogen. Die Punkte werden erst dann gezählt, wenn die Kugel mit dem kompletten Durchmesser den Bügel von vorn kommend passiert hat. Zwei Punkte bekommt der Spieler, der die Kugel des Gegenspielers, mit der zu spielenden Kugel bis in die Rinne zurückschlägt. Fallen bei diesem Spielzug beide Kugeln in die Rinne, bekommt niemand Punkte. Fällt die eigene gespielte Kugel in die Rinne, bekommt der Gegenspieler die zwei Punkte.
Liegen zwei Kugeln weniger als 8 cm voneinander entfernt, darf die zu spielende Kugel die des Gegners beim Spielzug nicht berühren. Dies gilt auch für die eigenen Kugeln. Geschieht dies doch, so werden die Kugeln in die alte Position zurückgelegt. Der Spielzug ist dann ungültig und der Gegner hat den Spielzug mit seiner Kugel. Die Kugel darf nur in die Richtung gespielt werden, von wo aus die Schöpp frei angelegt werden kann. Bei einem Spielzug darf man mit der Schöpp nicht die Bande oder die gegnerische Kugeln bzw. die eigene zweite Kugel berühren. Die Kugel, die als Nächstes spielt, darf erst gespielt werden, wenn alle anderen Kugeln ruhen. Wer zuerst 30 Punkte erzielt, hat das Spiel gewonnen. Die Spieldauer für ein Spiel variiert je nach taktischen Überlegungen der Spieler zwischen 12 Minuten bis hin zu 60 Minuten.
Werden Meisterschaftsspiele im Niederländischen Bügelbund (NBB) ausgetragen, werden pro Spieltag je fünf Einzelspiele zwischen zwei Mannschaften aus einer Spielklasse gespielt. Ein Mannschaftsteam besteht demnach aus fünf Einzelspielern. Der Zeitaufwand für die komplette Begegnung beträgt ca. 2,5 bis 3 Stunden. Jedes Hinspiel bekommt auch ein Rückspiel. Es werden von jeder Mannschaft pro Spiel abwechselnd ein Schiedsrichter und ein Punktezähler gestellt.
Der Punktezähler hat zusätzlich die Aufgabe des 2. Schiedsrichters. Schiedsrichter und Punktezähler dürfen im Spiel nicht von einer Mannschaft sein.

## Meisterschaften
Die normalen Meisterschaftsspiele des NBB finden in der Regel freitags 20:00 Uhr oder samstags 18:00 bzw. 20:30 Uhr statt, Ausnahmen sind möglich. Die NBB-Bügelsaison beginnt im Herbst und endet im Frühjahr des nächsten Jahres. Außer den Teamwettbewerben in mehreren Spielklassen (2023/24: Ehrenklasse und 1.–4. Klasse) veranstaltet der NBB einen Pokalwettbewerb (Beker), einen Mittagswettbewerb und eine Einzelspielermeisterschaft (NK).
Das ganze Jahr über wird in geselliger Runde zu meist festgelegten Zeiten trainiert.
Trotz seiner sehr begrenzten Verbreitung werden Deutsche Meisterschaften und Internationale offene Deutsche Meisterschaften im Bügelspiel veranstaltet. Durch den Europarat gefördert, gibt es in Europa Initiativen traditionelle Sportarten am Leben zu halten. 2024 wurden die 36. Internationalen offenen Deutschen Bügelmeisterschaften in der Grefrather Dorenburg im Niederrheinischen Freilichtmuseum ausgetragen. Deutscher Meister im Einzel wurde Ralf Beurskens, im Doppel Jörg und Enno Harnisch.

## Deutsche Vereine
Zurzeit gibt es drei Vereine in Deutschland. Der Bossel und Bügelclub Willich 1979 e.V. und der BC Dorenburg e.V. aus Grefrath, beide Vereine sind am Niederrhein beheimatet und haben sich dem Niederländischen Bügelverband angeschlossen, wo sie gemeinsam mit den zahlreichen niederländischen Vereinen die Meisterschaften austragen. Weiterhin gibt es eine Bügelbahn beim Breitensportclub Apollo 11 e.V. aus Schwalmtal-Lüttelforst, in Schwalmtal-Fischeln und in Schwalmtal-Leloh.
Der Bügelclub Dorenburg e.V. hat im Jahre 1985 die ersten deutschen Meisterschaften in Grefrather Freilichtmuseum ausgerichtet. Nach anfänglicher Dominanz der niederländischen Vereine konnten im Laufe der Jahre immer mehr Erfolge aus deutscher Hand verzeichnet werden. In der niederländischen Meisterschaft konnte die erste Mannschaft des BC-Dorenburg im Jahr 2008/09 in ihrer Klasse die Meisterschaft erzielen und ist für die kommende Saison in die 1. Klasse aufgestiegen. Dies gelang erneut in der Saison 2021/22. 2023 konnte die erste Mannschaft den Pokalwettbewerb in ihrer Klasse gewinnen.
Der erste Deutsche Meister im Jahre 1985 war Rolf Bleuel vom Bügelclub Dorenburg.
Im Garten der Heilig Kreuz Kirche im Osnabrücker Stadtteil Schinkel befindet sich seit 2024 die nördlichste Bügelbahn Deutschlands.